# Iwan Iwanowitsch Rebrow
Iwan Iwanowitsch Rebrow (russisch Иван Иванович Ребров; * vor 1620; † 1666) war ein russischer Entdecker und Kosake, der gegen 1636 bis zur in die Ostsibirische See mündenden Indigirka zwischen dem 140. und 150. Längengrad vorstieß. Zeitweise arbeitete er mit Ilja Perfiljew zusammen.